# Raimo Suikkanen
Raimo Rainer Suikkanen (Finlândia, 20 de dezembro de 1942 - 22 de janeiro de 2021) foi um ciclista olímpico finlandês.

## Carreira
Representou sua nação nos Jogos Olímpicos de Verão de 1968 e 1972.

## Morte
Morreu em 22 de janeiro de 2021, aos 78 anos.